# Pfeifwaldsänger

Verbreitungsgebiet des Pfeifwaldsängers (grün) auf St. Vincent

Der Pfeifwaldsänger (Catharopeza bishopi) ist ein kleiner Singvogel und der einzige Vertreter der Gattung Catharopeza aus der Familie der Waldsänger (Parulidae). Er ist eng verwandt mit den Arten der Gattung der Baumwaldsänger (Setophaga). Manche Autoren betrachten den Pfeifwaldsänger auch als abweichende Art der Gattung Setophaga. Das Verbreitungsgebiet befindet sich auf der Insel St. Vincent des Inselstaates St. Vincent und die Grenadinen der Kleinen Antillen. Entdeckt wurde er 1877 auf dem Vulkan Soufrière. Die IUCN listet die Art seit 2000 als „stark gefährdet“ (endangered).

## Merkmale
Pfeifwaldsänger erreichen eine Körperlänge von 14,5 Zentimetern und ein Gewicht von 16 bis 19 Gramm. Die Flügellänge beträgt beim Männchen etwa 7 Zentimeter, beim Weibchen etwa 6,68 Zentimeter. Adulte Männchen haben ein schwarzes Kopf- und Kehlgefieder, ein gräulich-schwärzliches Oberseitengefieder und einen prägnanten, breiten, weißen Augenring. Das Unterseitengefieder ist schmutzig-weiß, die Flanken und das Brustband schwärzlich-grau. Die Unterschwanzdecken sind grau mit weißen Federspitzen. Der Schnabel ist schwarz, die Beine rosa-fleischfarben.
Juvenile Exemplare im ersten Jahr haben ein dunkel olivbraunes Kopf- und Oberseitengefieder sowie ein zimtbraunes bis gelbbraunes Unterseitengefieder mit einem dunkel oliv-gelbbraunem Brustband. Der weiße Augenring ist schmaler als bei den Erwachsenen.

## Lebensraum, Ernährung und Fortpflanzung
Pfeifwaldsänger kommen in primären Regenwäldern, feuchten sekundären Wäldern, an Waldrändern und in dichtem Palmenunterholz vor. Sie ernähren sich überwiegend von Insekten. Dabei hüpfen sie langsam von Ast zu Ast, picken ihre Beutetiere kopfüber hängend von den Unterseiten der Blätter ab oder lauern wie die Fliegenschnäpper auf vorbeifliegende Insekten.
Ihr napfförmiges Nest wird in der niederen Vegetation erbaut. Die Brutzeit findet zwischen April und Juli statt. Ein Gelege besteht gewöhnlich aus zwei Eiern. Über die Bebrütungs- und Nestlingszeit gibt es keine genauen Untersuchungen. Bettelnde Jungvögel wurden im Juni, Juli und Anfang August gesichtet.

## Gefährdungsstatus und Bestandszahlen
Von der IUCN wird der Pfeifwaldsänger wegen Lebensraumvernichtung als „stark gefährdet“ (endangered) geführt. Bis 1986 verminderte sich der geeignete Lebensraum von ehemals 140 km² auf etwa 80 km². Zweimal wurden große Teile des Habitats durch Ausbrüche des Vulkans Soufrière zerstört. Die Vögel kehrten jedoch nach der vegetativen Regeneration wieder zurück. 1973 wurden 1500 brütende Einzeltiere gezählt sowie 1986 1500 bis 2500 singende Männchen. BirdLife International schätzt die Populationsgröße auf 3000 bis 5000 Individuen.